# Șinteu
Șinteu là một xã thuộc hạt Bihor, România. Dân số thời điểm năm 2002 là 1291 người.